# Баччиарелли
Баччиарелли (пол. Bacciarelli) — польский шляхетский герб.

## Описание
В щите раздвоенном, в правом красном поле пол-орла белого в короне, а в левом, серебряном, четырьмя красными столпами пересеченном, восьмиконечная золотая звезда, между двух рыб обращенных вправо. В навершии шлема два белых орлиных крыла, а между них подобная как в щите звезда. С обеих сторон шлема, по три страусовых пера. Герб Баччиарелли внесен в Часть 1 Гербовника дворянских родов Царства Польского, стр. 43.

## Используют
Баччиарелли. Станислав Август Король Польши, награждая заслуги даровитого живописца Марчелло Бачиарелли, на основании Сеймовой конституции 1771 года, пожаловал ему диплом на потомственное дворянство Польское, прибавив к прежнему гербу пол-орла в красном поле, как выше изображено.